# Аграрне перенаселення
Агра́рне перенасе́лення — наявність значного безробіття серед населення, зайнятого у сфері сільськогосподарського виробництва, а отже, і відсутність можливості для певної частини цього населення забезпечити необхідний мінімум достатку для своєї родини, внаслідок різкого збільшення чисельності населення. Характерним його проявом є, зокрема, істотні міграції населення, частина якого назавжди покидає історичну батьківщину.
В Україні аграрне перенаселення виникло в умовах утвердження індустріального суспільства — капіталізму. Наприкінці 19. століття з 20 376,9 тисяч осіб, зайнятих в аграрному секторі економіки України, 13 066,7 тисяч (64,1 %) не мали достатніх засобів для існування.

## Причини та суть явища
Для традиційного сільськогосподарського суспільства характерні висока народжуваність та досить стала агрокультура, яка або взагалі не розвивається, або ж прогрес якої в будь-якому разі дуже повільний і дає помітний ефект лише за час життя багатьох поколінь. В свою чергу головний ресурс подібного суспільства — земля, а в багатьох тропічних країнах іще й вода жорстко обмежений. З часом ріст населення призводить до повного освоєння усіх наявних земель. Навіть у разі зростання інтенсивності обробки землі цього усе одно не вистачає згідно із законом зменшення дохідності. Через земельний голод у господарський обіг вводять найгірші землі ефективність господарювання на яких украй невисока. Однак населення росте й далі, адже люди які працюють на землі можуть хоч якось прогодуватися, а в сільському господарстві навіть в умовах перенаселення для сезонних робіт завжди потрібні робочі руки. Врешті відбувається аналог переповнення екологічної ніші — населення збільшується настільки, що вже ледь може себе прогодувати, внаслідок поганих умов життя, перш за все недоїдання, зростають дитяча смертність, а серед ослабленого населення поширюють хвороби. Як наслідок смертність зростає настільки, що зрівнює традиційно високу народжуваність. 
У старовину аграрне перенаселення призводило до зростання соціальної напруженості і отримувало вихід в масових повстаннях, або ж поширенню серед чисельного ослабленого населення епідемій. В новий час основними наслідками аграрного перенаселення були масова еміграція, класичним прикладом якої є Італія, та урбанізація викликана відтоком безземельного населення в міста.